# Cerro Santa Rosa (Cojedes)
El cerro Santa Rosa es una formación montañosa ubicada en el municipio Ezequiel Zamora, en el extremo norte del estado Cojedes, Venezuela. A una altitud promedio de 702 m s. n. m. (metros sobre el nivel del mar), el cerro Santa Rosa es una de las montañas más altas en Cojedes.

## Ubicación
El Cerro Santa Rosa es el punto más elevado de la Fila La Morena, una región montañosa del extremo Este del parque nacional Tirgua, entre «Los Plancitos» (888 m s. n. m.) y el sector Nuevo Mundo (452 m s. n. m.) a nivel del puente Los Chupones (320 m s. n. m.).

## Flora y fauna
A pesar de la gran proximidad al contacto humano que transita en la ruta La Sierra por el parque Tirgua, el Cerro Santa Rosa posee bosques de hoja caduca y semicaducifolios intactos. Existen clusiáceas, mimosáceas como la acacia, varias especies de mirtáceas y tiliáceas en el estrato arbóreo. Por otra parte, la palma ocupa grandes extensiones del sotobosque. 
Entre los mamíferos que aún pueden encontrarse por asociación al parque nacional, están los monos araguato y capuchino, el cunaguaro, la lapa y la danta.